# 일과성 뇌허혈증
transient ischemic attack(TIA),  뇌를 순환하는 혈액량의 감소로 24시간 이내에 소실(消失)되는 편마비(片麻痺), 저림, 실어(失語) 등을 나타내는 발작.